# Sicana odorifera
Sicana odorifera (Vell.) Naudin – jedyny gatunek rośliny należącej do rodzaju Sicana z rodziny dyniowatych. Popularna nazwa - ogórek pachnący. Pochodzi z tropikalnych obszarów Ameryki Południowej, prawdopodobnie z Brazylii, lecz w uprawie również w innych częściach świata. Była uprawiana już w czasach przedkolumbijskich w Ekwadorze. Wiele lokalnych nazw: cassabanana, musk cucumber (ogórek piżmowy).

## Morfologia
PokrójRoślina pnąca, osiągająca wysokość do 15 m.
LiścieDłoniastozłożone, szerokości do 30 cm. Młode łodygi owłosione.
KwiatyBiałe lub żółtawe.
OwocePodłużne, elipsoidalne lub walcowate, do 60 cm długości. Miąższ bardzo aromatyczny, o zapachu melona.

## Zastosowanie
- Owoce są jadalne. Spożywane na surowo, lecz wykorzystywane są głównie na przetwory. Niedojrzałe także gotowane.